# Grana della pellicola
La grana della pellicola si manifesta sotto forma di microscopici cristalli di alogenuro di argento (solitamente bromuro d'argento (AgBr), ioduro d'argento (AgI) e cloruro d'argento (AgCl)) sospese nell'emulsione fotosensibile della pellicola.  La sensibilità della pellicola (ossia della sua velocità/rapidità) dipende in una parte considerevole dalla grandezza dei cristalli: quanto più sono grossi tanto più rapida è l'emulsione.
Le pellicole a grana fine (pellicole lente) danno stampe praticamente prive di grana, mentre nel caso di forti ingrandimenti e/o di le pellicole a grana grossa (pellicole ultra rapide) la struttura granulare diventa molto evidente nella stampa dell'immagine.
Di norma la grana è una qualità indesiderabile, ma a volte si trasforma in un mezzo di espressione creativa.

## Cristallizzazione dell'alogenuro di argento
Durante la produzione dell'emulsione, i cristalli di alogenuro d'argento si formano facendo reagire nitrato d'argento e un sale di
un alogeno (per esempio bromuro di potassio (KBr) o cloruro di sodio (NaCl)). Durante questa fase, generalmente i cristalli saranno tanto più grossi quanto più
i due reagenti sono uniti lentamente, in modo da far prevalere l'accrescimento dei grani esistenti piuttosto che la nucleazione,
la formazione di nuovi cristalli più piccoli. Un altro metodo usato per accrescere le dimensioni e la sensibilità dei cristalli
è la maturazione di Ostwald, ovvero l'uso di piccole quantità di un solvente blandissimo degli alogenuri d'argento, in modo che
si sciolgano i grani più piccoli e quelli più grandi si ingrandiscano a loro spese. I solventi usati sono gli stessi sali degli
alogeni in eccesso, o, talvolta, l'ammoniaca.
Anche la forma dei cristalli influenza molto le caratteristiche della pellicola. Essa dipende dal {\displaystyle pAg} durante la precipitazione
dei cristalli. Il {\displaystyle pAg} è il logaritmo negativo dell'attività dello ione argento. È legato all'attività degli ioni degli alogenuri
secondo l'equazione:
{\displaystyle -logKps=pAg+pX}
dove {\displaystyle Kps} è la costante di solubilità dell'alogenuro di argento e {\displaystyle pX} è il logaritmo
negativo dell'attività di un sale di un alogeno.
In gran parte delle emulsioni moderne, la forma dei cristalli è aggiustata
secondo le necessità facendo avvenire la precipitazione a uno specifico {\displaystyle pAg}, che rimarrà costante durante tutta l'operazione e
sarà accuratamente controllato durante tutte le variazioni del flusso dell'aggiunta dell'argento e dei sali.